# Yelicones infuriatus
Yelicones infuriatus är en stekelart som beskrevs av Quicke, Chishti och Basibuyuk 1996. Yelicones infuriatus ingår i släktet Yelicones och familjen bracksteklar. Inga underarter finns listade i Catalogue of Life.